# Nils Peter Hagström
Nils Peter (Persson) Hagström, född den 25 november 1853 i Osby socken i Östra Göinge härad, död den 29 mars 1887 i Kristianstad, var en svensk artillerist och massmördare, även känd som Glimmingemördaren.

## Hagström
Hagström föddes i byn Ekeröd i Osby socken 1853, som andre son till torparen Per Björnsson och Nilla Persdotter. Han fick soldatnamnet Hagström när han tog tjänst som artillerist vid Wendes artilleriregemente i Kristianstad i slutet av 1870-talet. Efter att i förtid avbrutit sin tjänstgöring på regementet och rymt hem till sin moder, inledde han sin karriär som brottsling genom ett flertal stölder. Den 17 december 1885 hade Hagström blivit frisläppt efter att ha suttit som fånge på länscellfängelset i Malmö för tredje resan stöld. Som person skall han ha varit, med dåtidens språkbruk, en vildsint och rå sälle. Bland annat finns en berättelse om fängelseprästens besök hos Hagström när han satt och väntade på sin avrättning. På grund av en längre stunds tystnad skall personalen direkt antagit att denne begått ytterligare ett mord, nämligen på fängelseprästen. Hagström benämns även med namnet "Marksa-Nisse" och lång tid efter hans död kunde äldre skrämma barn med att "Passa dig, annars kommer Marksa-Nisse och tar dig".

## Morden i Glimminge
Berättelsen om Hagström och de fyra mord han utförde har klara drag av hämnd. Enligt uppgift skall han ha träffat sina mordoffer tidigare och ett av dessa skall ha orsakat att han åkte i fängelse. I samband med detta skall Hagström ha svurit att hämnas, vilket han också gjorde efter avtjänat fängelsestraff. Under natten 11-12 januari 1886 skulle han ta ut sin hämnd och utförde då vad som i samtida media skulle komma att kallas Morden i Glimminge. Efter att ha tagit sig upp till Gliminge Gård i Östra Broby skar han halsen av Johannes Sonesson och slog ihjäl dennes hustru Lovisa Thuresdotter med en yxa. Deras barnbarn, den sju år gamla Klara, mördade han när hon låg till sängs. Han knivhögg och misshandlade även svärdottern Karolina Karlsson så illa att hon senare avled, men dessförinnan hade hon kunnat ge en beskrivning av gärningsmannen. Efter utfört dåd tände han eld på huset och flydde med häst och släde, samt gods han stulit på mordplatsen, norrut genom snöklädda vägar i göingeskogarna; enligt uppgift så lång norrut som via Räfvakulla och Grimmekulla till Svinön. Ett uppbåd satte efter honom och förföljde hela natten. Han försökte gömma sig hos en bekant, vars hustru istället angav honom när hon förstod vad Hagström gjort. Han greps vid halvsjutiden följande dag utanför Hästveda och skickades för att konfronteras med liken i Östra Broby och Glimminge.

## Domen och avrättningen
Brottet som Hagström hade begått chockade omgivningen, framför allt genom det besinningslösa våld han utövat mot offren. Han ställdes inför rätta i Östra Göinge häradsrätt den 2 februari 1886 och rättegången varade ända till maj månad. Hagström blånekade hela tiden till att han skulle vara mördaren, trots relativt övertygande bevisning; bland annat hade han ett etui med fyra rakknivar, varav en blodig, på sig när han greps och flera personer knöt honom till brottsplatsen. Vid upprepade tillfällen krävde han att bli frisläppt då han menade att han inte hade något med morden att göra.
Han kom senare att erkänna brotten för missionären Carl Andersson, men aldrig i en rättssal. Brotten resulterade i att han dömdes till döden. Den 29 mars 1887 avrättades Hagström på Länscellfängelsets i Kristianstad borggård av skarprättaren för Jönköping/Vadstena, Per Steijnech. Detta var dennes sista avrättning innan han emigrerade till Amerika med sin fru, och den första han utfört sedan den illa omtalade avrättningen av Konrad Tector den 18 maj 1876.
Efter avrättningen hamnade en del av Hagströms kranium, det s.k. calvariet, i Anatomiska institutet i Uppsalas samlingar, som idag tillhör Gustavianum.